# Пайни, Райан
Ра́йан Джон Па́йни (англ. Ryan John Pini, род. 10 декабря 1981 года) —  пловец, представляющий на международных стартах Папуа — Новую Гвинею. Победитель Игр Содружества, участник трёх Олимпиад. Единственный представитель своей страны, пробившийся в финал олимпийских соревнований. Член ордена Британской империи.

## Карьера
Райан Пайни родился в столице Папуа — Новой Гвинеи Порт-Морсби, где и начал заниматься плаванием в возрасте шести лет. В 1999 году он переехал в австралийский Брисбен, где стал тренироваться в составе клуба Yeronga Park Swim Club.
На международных соревнованиях высшего уровня Пайни дебютировал в 2003 году на Тихоокеанских играх в фиджийской Суве. Там он завоевал 12 медалей, из которых 7 высшего достоинства.
В 2004 году Райан стартовал на трёх дистанциях в рамках Олимпиады в Афинах. Лучшим результатом для него стало 18 место на стометровке баттерфляем.
Через два года  на той же дистанции на Играх Содружества в Мельбурне Пайни выиграл золото. С Тихоокеанских игр 2007 года он привёз 10 медалей: 8 золотых и две серебряные.
На Олимпиаде в Пекине Райан Пайни был знаменосцем своей сборной на церемонии открытия. Как и четыре года назад он выступил на трёх дистанциях. На стометровке баттерфляем  Пайни квалифицировался в полуфинал с четырнадцатым временем, а потом пробился в и финал, где занял последнее восьмое место. Он стал первым спортсменом из Папуа — Новой Гвинеи, который пробился в финал на Олимпийских играх.
В 2011 году Райан Пайни завоевал 8 медалей (из них 5 золотых) на Тихоокеанских играх в Нумеа. На Олимпиаде в Лондоне он выступил только на коронной дистанции 100 метров баттерфляем, но стал только 25 в квалификации и не прошёл в следующий раунд.